# Габріел Власе
Петру Габріел Власе (рум. Petru Gabriel Vlase, нар. 3 квітня 1971, Бакеу) — румунський державний і політичний діяч, директор Служби зовнішньої розвідки Румунії з 4 липня 2018 року, раніше депутат Палати депутатів Румунії від Соціал-демократичної партії.

## Біографія

### Освіта
Народився 3 квітня 1971 року в Бакеу. 1996 року закінчив Політехнічний університет Бухареста за спеціальністю інженер-механік, 2004 року закінчив магістратуру Ясського технічного університету імені Георге Асакі за спеціальністю менеджмент і бізнес-адміністрація. У рамках підготовки до адміністративно-політичної діяльності пройшов програму підготовки старших держслужбовців у Національному інституті управління (рум. Institutul Național de Administrație) у 2004—2005 роках, 2005 року закінчив аспірантуру в галузі національної безпеки в Національному університеті оборони імені Кароля І і 2006 року в Національній академії розвідки. За деякими даними, Власе навчався у Вищому коледжі національної безпеки при Академії Служби зовнішньої розвідки, перетвореному потім у Національний коледж розвідки та розформованому 2018 року після звинувачень у видачі дипломів особам, які не відвідували заняття.
Пізніше пройшов курси старших посадових осіб у Європейському центрі досліджень безпеки імені Джорджа Маршалла. 2010 року захистив в Національній академії розвідки докторську дисертацію на тему «Дослідження сучасної стратегії безпеки Південно-Східної Європи» (рум. Studiu cu privire la o strategie de securitate modernă pentru Europa de Sud-Est), яка того ж року вийшла як книга «Безпека в Південно-Східній Європі. Актуальність та стратегічні перспективи» (рум. Securitate în Europa de Sud-Est. Actualitate și perspective strategice) у видавництві Editura RAO. Науковим керівником Власе був бригадний генерал Константін Онішор (рум. Constantin Onișor). Незабаром роботу Власе піддали рясній критиці за плагіат.

### Політика
У 2001—2004 роках був заступником голови жудеця Бакеу. 2004 року обраний до Палати депутатів. Під час першої каденції (2004—2008) був членом Комітету з оборони, громадського порядку та національної безпеки та заступником голови спеціального комітету Палати депутатів і Сенату з контролю за діяльністю SIE (Служби зовнішньої розвідки). Під час другої каденції (2008—2012) очолював цей комітет. Під час третьої каденції (2012—2016) очолював делегацію Румунії в Парламентській асамблеї НАТО, з лютого 2017 року — віцеспікер Палати депутатів Румунії. Як член Парламентської асамблеї НАТО, був віцепрезидентом у 2013—2015 роках та почесним віцепрезидентом у 2015—2017 роках.
Як віцеспікер, очолював низку пленарних засідань палати депутатів. Також керував слідчою комісією з розслідування діяльності компанії ICE Danube. Учасник низки міжнародних зустрічей (зокрема на VI форумі ASPEN в Бухаресті 2017 року). Як член соціал-демократичної партії, був головою її відділення на північному сході країни.
Призначений на посаду директора Служби зовнішньої розвідки 4 липня 2018 року розпорядженням президента Румунії Клауса Йоганніса. 5 липня 2018 року склав повноваження депутата Палати депутатів і склав присягу на посаді директора SIE.

### Бізнес
До початку своєї роботи на посаді директора SIE володів акціями в підприємствах Sega Trans SRL, Saga SA, Gabrio Business (компанія, що спеціалізуються на угодах з нерухомістю) та Investica General (рієлторська фірма).

## Скандали

### Плагіат
У вересні 2024 року видання Pressone публічно звинуватило директора SIE у наявності плагіату у його докторській дисертації, захищеній 2010 року. Журналістка Емілія Шеркан заявила, що з 234 сторінок докторської дисертації 66 є прямим запозиченням без будь-якої переробки з тексту докторської дисертації колишнього міністра оборони Соріна Фрунзеверде «Південно-Східна Європа. Основні принципи безпеки» (рум. Europa de Sud-Est. Dimensiuni principale de securitate), захищеною 2004 року і випущеною видавництвом A92 того ж року як книгу. Як співавтор Фрунзеверде був вказаний його науковий керівник Константін Онішор — той же, що й у Власе. Праця самого Власе вийшла друком 2010 року як книга «Безпека в Південно-Східній Європі» з післямовою від останнього начальника Секуритате Юліана Влада. У самій дисертації Власе виявили також численні помилки та неточності при вказівці бібліографічних посилань.
Перші чутки про те, що в докторській роботі Власе можуть бути сліди плагіату, з'явилися через два дні після його призначення на посаду директора SIE, проте офіційний аналіз показав частку запозичень всього в розмірі 2,4 %. Пізніше це пояснили тим, що система перевірки на плагіат використовувала лише оцифровані монографії, збірники та статті, тоді як роботу Фрунзеверде оцифрували та зберігали у друкованому вигляді у бібліотеці. Видання Pressone вирішило скористатися безпосередньо книгою Фрунзеверде для перевірки плагіату. Сам Власе визнав, що у його праці справді був плагіат, але заявив, що не мав жодних поганих намірів і не звертався до дисертації Фрунзеверде, попри згадку прізвища серед джерел. Онішор відмовився коментувати питання про плагіат, заявивши, що праця Фрунзеверде представляє по суті видану книгу і будь-які збіги тексту дисертації Власе з текстом книги Фрунзеверде випадкові: збіги були лише в ідеях і логіці побудові дослідження. Однак видання Pressone стверджувало, що це не перший випадок, коли докторські дисертації, в авторів, які працювали під керівництвом Онішора, виявлялися плагіатом з інших досліджень: 12 з 25 докторських робіт, у яких науковим керівником був Онішор, визнали плагіатом.
Факт звернення Власе до Влада з проханням написання післямови також піддали критиці, нагадуючи про його неоднозначну роль у революційних подіях 1989 року і про те, що він відбував тюремний термін до 1993 року за звинуваченням у низці злочинів проти суспільства. Коментуючи своє звернення до Влада під час написання післямови, Власе сказав, що його запросили на церемонію захисту докторської і академія не вважала це одіозним. Пізніше з'ясувалося, що у виданій 2012 року книзі «Елементи геополітики та міжнародних відносин» авторства того ж таки Власе 64 сторінки були плагіатом лекцій генерал-майора запасу Пола Іонеску, колишнього заступника директора SIE у 2001—2003 роках. Власе стверджував, що, як депутат й аспірант, читав лекції в низці університетів (зокрема в Християнському університеті імені Дмитра Кантеміра), а також брав участь у різних дискусіях зі студентами, використовуючи отримані знання для складання лекційного матеріалу.

### Інші скандали
Був одним із довірених осіб Віорела Гребенчука, депутата Палати депутатів Румунії від жудеця Бакеу та представника Соціал-демократичної партії. 2015 року ім'я Власе з'явилося у матеріалах кримінальної справи стосовно Гребенчука, який звинувачувався у незаконній вирубці лісів у Бакеу, за яким у травні 2018 року Гребенчука засудили на два роки ув'язнення. Також під час обговорень деяких законопроєктів Власе нецензурно висловлювався на засіданнях Палати депутатів.
Восени 2024 року стало відомо, що Власе здійснив низку візитів до Італії, Азербайджану й ОАЕ, де був помічений серед глядачів кількох етапів Формули-1: Гран-прі Італії в Монці, Гран-прі Азербайджану в Баку та Гран-прі Абу-Дабі. Офіційно SIE заявила, що візит до Баку був пов'язаний з участю Власе в Бакинському безпековому форумі (Baku Security Forum), а на перегони отримав запрошення як почесний гість; подорож до Монцу мала приватний характер, а в Абу-Дабі він прибув на запрошення.

## Особисте життя
Вільно володіє англійською мовою.

## Нагороди
- Офіцер ордену Зірки Румунії[2]
- Кавалер ордена «За вірну службу»[2]